# 아프가니스탄 임시 행정부
아프가니스탄 임시 행정부 또는 아프가니스탄 임시 통치기구(AIA)는 탈레반 정권 붕괴 이후 아프가니스탄에 설립된 행정부다. 2001년 12월 22일부터 2002년 7월 13일까지 이어진 고위당국으로 본 회의 이후 설립되었다.

## 배경
9·11 테러 이후 미국은 테러와의 전쟁을 선포했고, 아프가니스탄에서 탈레반 정권을 축출하기 위해 항구적 자유 작전을 수행했다. 미국의 아프가니스탄 침공 이후, 국제 연합은 본 회의를 후원하며 반 탈레반 지도자들에게 아프가니스탄 이슬람 국가를 재창설하고 임시 행정부를 설립할 것을 요청했다. 본 회의에서 아프가니스탄 임시 행정부가 설립되었으며, 이들은 긴급 대의회에 대한 특수 독립 위원단과 아프가니스탄 임시 행정부 대법원으로 구성될 예정이었다. 긴급대의회는 아프가니스탄 임시 행정부를 대체할 아프가니스탄 과도 행정부에 대한 수립에 합의했다.

## 같이 보기
- 아프가니스탄 전쟁 (2001년~2021년)
- 북부동맹
- 본 회의
- 2012년 시카고 회담